# フロリースカツプ
フロリースカツプ (Florries Cup、 1904年 - 1927年) は、明治末期から大正時代にかけての小岩井農場の基礎輸入牝馬。同時期に輸入された他の牝馬（ビューチフルドリーマー、アストニシメント、プロポンチス、フラストレート、ヘレンサーフ等）と共に20世紀以降の日本の競走馬の血統に大きな影響を与えた。
牝系子孫からは、1920年代に帝室御賞典を制したフロラーカップ、1930年代に帝室御賞典を勝ったスターカップ、1940年代に日本ダービーに優勝したミナミホマレとマツミドリ、1950年代に古牝馬チャンピオンに輝いたガーネツト、1960年代の年度代表馬コダマ、1970年代の年度代表馬キタノカチドキ、1980年代のチャンピオンスプリンターのニホンピロウイナー、1990年代にJRA賞特別賞を受賞したスペシャルウィークなどが登場。21世紀に入っても、年度代表馬ウオッカ、3歳牡馬チャンピオンメイショウサムソンらが出て、牝系は1世紀以上経過した現在も続いている。

## 子孫の活躍
1907年（明治40年）に、三菱財閥系の小岩井農場が、イギリスから日本に輸入した。インタグリオーとの配合で生まれた第四フロリースカツプが繁殖牝馬として帝室御賞典・優勝内国産馬連合競走（共に現在の天皇賞の前身）を優勝したフロラーカツプを出産。さらにフロラーカツプはフロリストの名で繁殖入りし、自身と同じく帝室御賞典を勝利したハクリユウ・ハクセツ・スターカツプ・アカイシダケ、さらに東京優駿を勝利したミナミホマレと、主要競走勝ち馬を次々に輩出し、フロリースカツプ牝系の名声を大いに高めた。
戦後から60年代にかけての時期ではスターカツプの孫であるヤマニンモアー、ケンホウ、タイセイホープが重賞戦線で活躍。スターカツプとダイオライトとの配合で生まれた第弐スターカツプからはシラオキ牝系の祖であるシラオキが出ている。また同じ時期にスターカツプの姉・第弐フロリストの牝系からはハヤオー・ケンチカラ・ガーネツトの兄妹が出ており、ガーネツトは1959年に牝馬としては史上初となる天皇賞と有馬記念の二冠を達成した。
スターカツプ以外のフロリースカツプ産駒のうち、インタグリオーとの仔である第六フロリースカツプ、ガロンとの仔である第九フロリースカツプからも牝系が広がっている。戦後～60年代ではヤシマドオター、トサモアー、マツミドリが重賞戦線で活躍。70年代以降では、第六フロリースカツプの系統からは短距離・マイル路線を席巻したニホンピロウイナーやクラシック戦線で活躍したキタノカチドキ、エリザベス女王杯を最低20番人気で制したサンドピアリスなどが、第九フロリースカツプの系統からはハイセイコーの代表産駒で東京優駿と天皇賞（春）を勝ったカツラノハイセイコなどが出ている。
90年代ではシラオキ牝系から出たマチカネフクキタルが菊花賞を優勝。同じくシラオキ牝系のスペシャルウィークはクラシックと古馬戦線で活躍し、当時の日本最高賞金を獲得している。
21世紀に入ってからも一族の活躍は続いている。2000年代ではガーネツトの牝系から出たメイショウサムソンが皐月賞と東京優駿のクラシック二冠を獲得し、古馬戦線でも天皇賞春秋連覇を達成。シラオキ牝系からは牝馬として64年ぶり・史上3頭目となる東京優駿を制した名牝ウオッカが出ている。2021年にはトサモアーの子孫であるレイパパレが大阪杯で優勝するなど、フロリースカツプの輸入から100年以上経過した現在においても、牝系はその勢力を保っている。

## 主な牝系図
- Mayonaise 1856 ---No.3-l始祖
  - Carine 1866
    - True Love 1878
      - Sterling Love 1883
        - Stirrup Cup 1890
          - *フロリースカツプ 1904 ---↓改行
            - 第四フロリースカツプ 1912
              - フロリスト 1919 ---→フロリスト牝系へ
                - 第弐フロリスト 1927
                  - フロラヴアース 1936
                    - サンキスト 1944
                      - ガーネツト 1955 ---→ガーネツト牝系へ

                - スターカツプ 1930 ---→スターカツプ牝系へ
                  - 第弐スターカツプ 1937
                    - シラオキ 1946 ---→シラオキ牝系へ

            - 第九フロリースカツプ 1924
              - スターリングモア 1929
                - 第三スターリングモア 1944
                  - トサモアー 1953 ---→トサモアー牝系へ

---↓フロリースカツプ牝系
牝系図の主要な部分（太字はGI級競走優勝馬）は以下の通り。
- *フロリースカツプ 1904
  - 第四フロリースカツプ 1912
    - フロリスト 1919（帝室御賞典、優勝内国産馬連合競走） ---→フロリスト牝系へ
      - 第弐フロリスト 1927
        - フロラヴアース 1936
          - サンキスト 1944
            - ガーネツト 1955（有馬記念、天皇賞（秋）） ---→ガーネツト牝系へ

      - スターカツプ 1930（帝室御賞典）---→スターカツプ牝系へ
        - 第弐スターカツプ 1937
          - シラオキ 1946 ---→シラオキ牝系へ

  - 第六フロリースカツプ
    - 賀栄 1923
      - 栄幟 1938
        - マツミドリ 1944（東京優駿、京都記念）
        - グリンライト 1947
          - ナンバイチバン 1953（日本経済新春杯、スワンS、京都特別）
          - ウエーライト 1957
            - テツザンヒメ 1967
              - イエンライト 1976
                - サンドピアリス 1986（エリザベス女王杯）
                  - タマモストロング 1995（かしわ記念、さくらんぼ記念、白山大賞典、マーチS）

          - ライトフレーム 1959
            - キタノカチドキ 1971（皐月賞、菊花賞、阪神3歳S、マイラーズC、京都新聞杯、スプリングS、デイリー杯3歳S、神戸新聞杯、きさらぎ賞）
            - トクノパーシア 1972
              - タカサークル 1987
                - パウダースノー 1993
                  - ブランピュール 2000
                    - ノースパストラル 2010
                      - メイショウムラクモ 2018（レパードS）

            - ニホンピロエバート 1974
              - ニホンピロウイナー 1980（安田記念、マイルCS、京王杯スプリングC、マイラーズC、スワンS、デイリー杯3歳S、朝日チャレンジC、CBC賞、きさらぎ賞）
              - ニホンピロオーロラ 1982
                - ホッカイテースト 1988
                  - ホッカイラヴ 1998
                    - アナコンダ 2009
                      - リケアサブル 2021（兵庫ユースC）

              - ニホンピロピュアー 1985
                - ニホンピロスワン 1997（ローズS）

              - テイエムメデル 1991
                - テイエムサウスポー 1998（京王杯3歳S）

            - リードスワロー 1975（エリザベス女王杯、阪急杯）
            - ライトスプリンター 1980
              - ジングウブレーブ 1985（関東盃、東京盃）

  - 第九フロリースカツプ 1924
    - スターリングモア 1929
      - 第二スターリングモア 1941
        - ヤシマドオター 1946（桜花賞、天皇賞（秋）、中山記念）
        - フイリー 1954（中山記念）

      - 第三スターリングモア 1944
        - 第三スターリングモアノ一 1951
          - ミタケ 1960
            - コウイチスタア 1968
              - カツラノハイセイコ 1976（東京優駿、天皇賞（春）、マイラーズC、目黒記念（秋））

        - ヒデホマレ 1952（中山改築記念、スプリングH、中山4歳S）
        - トサモアー 1953（阪神3歳S、神戸杯） ---→トサモアー牝系へ
        - トビモアー 1956
          - フアンドリクイン 1968
            - フアンドリパール 1980
              - ファンドリポポ 1986（サンケイスポーツ賞4歳牝馬特別、朝日チャレンジC、シンザン記念）
              - ポートブライアンズ 1994（福島記念）

          - ポリックモアー 1971
            - ナナヨーモア 1978
              - ナナヨーアトラス 1986
                - ナナヨーストーム 1993
                  - ナナヨーティアラ 2002
                    - バイオスパーク 2015（福島記念）

                - ナナヨーウイング 1994（優駿牝馬2着）
                  - ナナヨーヒマワリ 2001（マーチS）

  - ヴイスカップ 1927
    - プリンスカップ 1935
      - トヨカップ 1953
        - ファニー 1962
          - リョウマファニー 1968
            - シルバーファニー 1975
              - ダイゴトツゲキ 1982（阪神3歳S）

牝系図の出典：Galopp-Sieger

## 血統表
| フロリースカツプ(Florries Cup)の血統 | フロリースカツプ(Florries Cup)の血統 | フロリースカツプ(Florries Cup)の血統 | （血統表の出典）      | （血統表の出典） |
| 父系                                 | フロリゼル系                         | フロリゼル系                         | フロリゼル系          |                  |
| 父 Florizel 1891 黒鹿毛              | 父の父St. Simon 1881 鹿毛            | Galopin                              | Vedette               | Vedette          |
| 父 Florizel 1891 黒鹿毛              | 父の父St. Simon 1881 鹿毛            | Galopin                              | Flying Duchess        |                  |
| 父 Florizel 1891 黒鹿毛              | 父の父St. Simon 1881 鹿毛            | St. Angela                           | King Tom              | King Tom         |
| 父 Florizel 1891 黒鹿毛              | 父の父St. Simon 1881 鹿毛            | St. Angela                           | Adeline               |                  |
| 父 Florizel 1891 黒鹿毛              | 父の母Perdita 1881 鹿毛              | Hampton                              | Lord Clifden          | Lord Clifden     |
| 父 Florizel 1891 黒鹿毛              | 父の母Perdita 1881 鹿毛              | Hampton                              | Lady Langden          |                  |
| 父 Florizel 1891 黒鹿毛              | 父の母Perdita 1881 鹿毛              | Hermione                             | Young Melbourne       | Young Melbourne  |
| 父 Florizel 1891 黒鹿毛              | 父の母Perdita 1881 鹿毛              | Hermione                             | La Belle Helene       |                  |
| 母 Stirrup Cup 1890 鹿毛             | 母の父Melton 1882 鹿毛               | Master Kildare                       | Lord Ronald           | Lord Ronald      |
| 母 Stirrup Cup 1890 鹿毛             | 母の父Melton 1882 鹿毛               | Master Kildare                       | Silk                  |                  |
| 母 Stirrup Cup 1890 鹿毛             | 母の父Melton 1882 鹿毛               | Violet Melrose                       | Scottish Chief        | Scottish Chief   |
| 母 Stirrup Cup 1890 鹿毛             | 母の父Melton 1882 鹿毛               | Violet Melrose                       | Violet                |                  |
| 母 Stirrup Cup 1890 鹿毛             | 母の母Sterling Love 1883 鹿毛        | See Saw                              | Buccaneer             | Buccaneer        |
| 母 Stirrup Cup 1890 鹿毛             | 母の母Sterling Love 1883 鹿毛        | See Saw                              | Margery Daw           |                  |
| 母 Stirrup Cup 1890 鹿毛             | 母の母Sterling Love 1883 鹿毛        | True Love                            | Sterling              | Sterling         |
| 母 Stirrup Cup 1890 鹿毛             | 母の母Sterling Love 1883 鹿毛        | True Love                            | Carine                |                  |
| 母系(F-No.)                          | (FN:3-l)                             | (FN:3-l)                             | (FN:3-l)              | [ § 2 ]          |
| 5代内の近親交配                      | Stockwell 5×5（母内）                | Stockwell 5×5（母内）                | Stockwell 5×5（母内） | [ § 3 ]          |
| 出典                                 | 1. 2. 3.                             | 1. 2. 3.                             | 1. 2. 3.              | 1. 2. 3.         |